# Lappangási idő

Egyes betegségekben a látens (rejtett) periódus rövidebb, mint az inkubációs periódus (lappangási idő). Az ember átviheti a fertőzést anélkül, hogy a betegség jeleit mutatná. Az ilyen fertőzést szubklinikai fertőzésnek nevezik (alacsony csíraszám, kicsi virulencia, jó immunállapot jellemzi)

A lappangási idő a kórokozók által élőlényekben előidézett fertőzés és a betegség tüneteinek a megjelenése közötti időszak. A kórokozók a kültakarón/bőrön, a nyálkahártyákon, a nemi szerveken vagy a légzőszerveken keresztül jutnak a szervezetbe, ahol a termelt toxinok, azaz mérgek kórfolyamatot indítanak meg, és általános betegségi tüneteket okoznak. A szakaszt inkubációs időnek is nevezik.
Ennek az időnek a hossza az egyes fertőző betegségekre jellemzően más és más: 1-2 órától több hónapig vagy akár évig is terjedhet. A lappangási idő alatt a szervezetbe jutó kórokozók elszaporodnak, és megindul a szervezet immunrendszerének a védekezése is. Ha ez elégtelen, megjelennek az első betegségi tünetek. Vannak olyan betegségek, amelyek a lappangási idő alatt már fertőznek, illetve előfordul, hogy egy tünetmentes hordozó fertőz.
Példák:
- a poliovírus az emésztőszerv nyirokszöveteiben szaporodik. Egy-két hét múlva láz és végtagfájdalom jelentkezik, további néhány nap múlva pedig már a specifikus, bénulásos tünetek jönnek;
- veszettség esetén a lappangási idő a harapás helyétől függ: minél tovább tart a vírus útja a központi idegrendszerig, annál hosszabb;
- a helyi fertőzések lappangási ideje rendszerint rövid.

## Fertőző betegségek
Az alábbi táblázat a leggyakoribb fertőző betegségek lappangási idejét (a teljesség igénye nélkül) tekinti át. A lappangási idő sok körülménytől függ, ezek közül az egyik az életkor, ami felnőtteknél a leghosszabb.

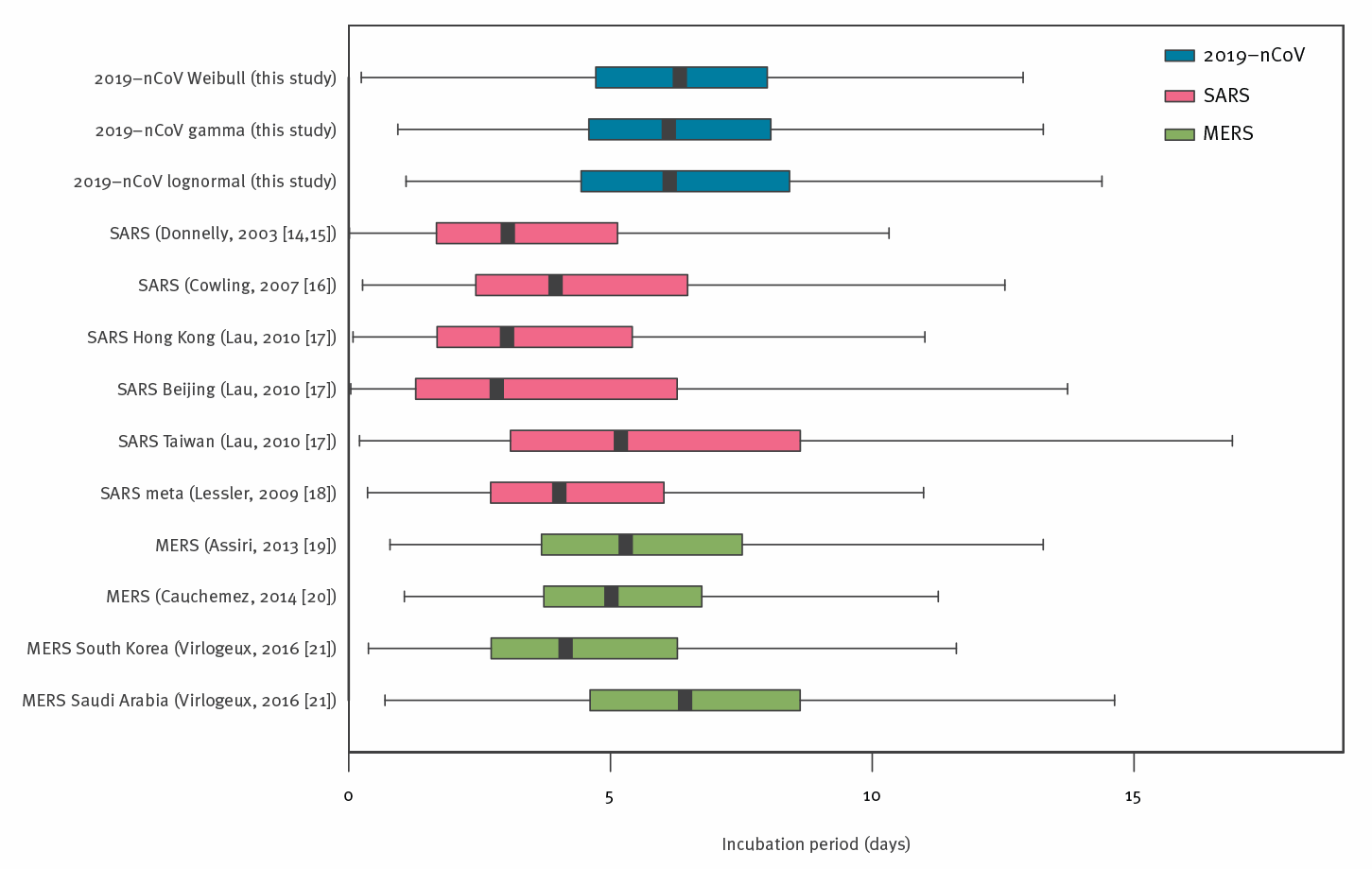
Becsült inkubációs idők három különböző humán koronavírusos betegség, a COVID–19, a SARS és a MERS esetében. Medián (fekete pont), interkvartilis tartomány(doboz); a szakasz hossza az interkvartilis tartomány 1,5-szerese

| A betegség neve                                   | Kórokozó                                      | Lappangási idő                            |
| Adenovírus betegségek, Nátha (koriza)             | Adenovirus, Rhino vírus                       | 1/2–2 nap                                 |
| Agyhártyagyulladás                                | Coxsackie-vírus, ECHO vírusok                 | 2-9 nap, átlag 4 nap                      |
| Agyvelőgyulladás (vírusos)                        | Több vírustörzs                               | 7–21 nap                                  |
| Amöbiázis                                         | Entamoeba histolytica egysejtű                | 1–7 nap                                   |
| Bakteriális vérhas                                | Shigella baktériumok                          | 2–7 nap                                   |
| Bárányhimlő                                       | Varicela vírus                                | 14–21 nap                                 |
| Cellulitis                                        | Pasteurella multocida baktérium               | 0–1 nap                                   |
| COVID–19                                          | SARS-CoV-2 vírus                              | becslések szerint 2-14 nap maximum 27 nap |
| Dengue-láz                                        | dengue-vírus                                  | 3-14 nap, többnyire 4-7 nap               |
| Diftéria                                          | Corynebacterium diphteriae bacilus            | 1-10 nap, többnyire 2-5 nap               |
| Ebola                                             | ebola-vírusok                                 | 1–42 nap                                  |
| Egyiptomi szemgyulladás (Trachoma)                | Trachoma vírus                                | 7–14 nap                                  |
| Fekete himlő                                      | Poxvirus variolae vírus                       | 7–17 nap                                  |
| Felnőttkori T-sejtes leukémia                     |                                               | legalább 60 év                            |
| Giardiázis                                        | Giardia duodenalis egysejtű                   | 3–21 nap                                  |
| Gümőkór (tuberkulózis, tbc)                       | Mycobacterium tuberculosis baktérium          | 14–70 nap                                 |
| Hastífusz                                         | Salmonella typhi baktérium                    | 7-21 nap                                  |
| Herpesz vírusos betegségek                        | Herpes simplex, 2-es típusú herpeszvírus      | ?                                         |
| HIV                                               | HIV vírus                                     | 1–2 nap                                   |
| Influenza                                         | A, B, C típusú influenza vírusok              | 1–2, néha 4 nap                           |
| Járványos gyermekbénulás (polio)                  | Többféle Poliomierilitisz-vírus               | nap, többnyire 7-14 nap                   |
| Kolera                                            | Vibrio cholerae baktérium                     | 0,5-4,5 nap                               |
| Kankó (tripper, gonorrhea)                        | Neisseria gonorrhoeae coccus baktérium        | 2–5 nap                                   |
| Kanyaró (morbilli)                                | Kanyaró vírus                                 | 14–15 nap                                 |
| Kuru (nevető halál)                               | prion                                         | 10,3–13,2 év                              |
| Lepkehimlő (pillangóvírus, ötödik betegség)       | eritrovírus                                   | 4–21 nap                                  |
| Lepra                                             | Mycobacterium leprae baktérium                | 0,5–5 év, akár 20 év is                   |
| Lépfene                                           | Bacillus anthracis baktérium                  | néhány óra–több hét                       |
| Májgyulladás (vírusos)                            | Hepatitis A, B, C, ...                        | 14–35 nap                                 |
| Malaria quartana (malária, váltóláz)              | Plasmodium malariae egysejtű                  | 16–50 nap                                 |
| Malaria tertiana (malária, váltóláz)              | Plasmodium ovale, Plasmodium vivax egysejtűek | 12–18 nap                                 |
| Malaria tropica (malária, váltóláz)               | Plasmodium falciparum egysejtű                | 7–30 nap                                  |
| Marburgi láz                                      | Marburg-vírus                                 | 3–9 nap                                   |
| Megfázás (meghűlés, nátha)                        | 200-nál is több különböző vírus               | 1–3 nap                                   |
| MERS                                              | MERS-koronavírus                              | 2–14 nap                                  |
| Mononukleózis (csókbetegség)                      | Epstein-Barr-vírus (EBV)                      | 28–42 nap                                 |
| Mumpsz (járványos fültőmirigy lob)                | Mumpsz vírus                                  | 14–21 nap                                 |
| Norovírus                                         | Norovírus                                     | 1–2 nap                                   |
| Bubópestis (dögvész)                              | Yersinia pestis baktérium                     | 1–7 nap                                   |
| Tüdőpestis (dögvész)                              | Yersinia pestis baktérium                     | 1-3 nap                                   |
| Rocky Mountain kiütéses láz                       | Rickettsia rickettsii baktérium               | 2–14 nap                                  |
| Roseola                                           | Herpeszvírusok                                | 5–15 nap                                  |
| Rózsahimlő (rubeola)                              | Rubeola vírus                                 | 14–21 nap                                 |
| SARS                                              | SARS koronavírus                              | 1–10 nap                                  |
| Skarlát (vörheny)                                 | Streptococcus pyogenes baktérium              | 2–4 nap                                   |
| Száj- és körömfájás (afta-, stomatitisz epizooika | Száj- és körömfájás vírusa                    | 2–8 nap                                   |
| Szamárköhögés                                     | Bordetella pertussis baktérium                | 10–14 nap                                 |
| Szalmonellózis                                    | Szalmonella baktériumok                       | 12–24 óra                                 |
| Szifilisz                                         | Treponema pallidum ssp. pallidum baktérium    | 10–90 nap                                 |
| Tetanusz                                          | Clostridium tetani baktérium                  | 3–21 nap                                  |
| Tífusz                                            | Rickettsia prowazeki baktérium                | 10–14 nap                                 |
| Veszettség (lisza)                                | liszavírus                                    | 13–20 nap, de lehet több hónap is         |
| Vírusos tüdőgyulladás                             | Influenza, v. egyéb plazmavírus               | 21–42 nap                                 |
| Visszatérő láz                                    | Borrelia baktériumok                          | 1–14 nap                                  |

## Fordítás
Ez a szócikk részben vagy egészben  az   Inkubationszeit című német Wikipédia-szócikk fordításán alapul.  Az eredeti cikk szerkesztőit annak laptörténete sorolja fel. Ez a jelzés csupán a megfogalmazás eredetét és a szerzői jogokat jelzi, nem szolgál a cikkben szereplő információk forrásmegjelöléseként.
Ez a szócikk részben vagy egészben  az   Incubation period című angol Wikipédia-szócikk fordításán alapul.  Az eredeti cikk szerkesztőit annak laptörténete sorolja fel. Ez a jelzés csupán a megfogalmazás eredetét és a szerzői jogokat jelzi, nem szolgál a cikkben szereplő információk forrásmegjelöléseként.